# Mirosław Pawlak
Mirosław Antoni Pawlak (Zielonki; 2 de Abril de 1942 — ) é um político da Polónia. Ele foi eleito para a Sejm em 25 de Setembro de 2005 com 6684 votos em 33 no distrito de Kielce, candidato pelas listas do partido Polskie Stronnictwo Ludowe.
Ele também foi membro da Sejm 1993-1997, Sejm 1997-2001, and Sejm 2001-2005.